# Ascotis nigristigma
Ascotis nigristigma är en fjärilsart som beskrevs av W. Warren 1905. Ascotis nigristigma ingår i släktet Ascotis och familjen mätare. Inga underarter finns listade i Catalogue of Life.